# Gymnastique aux Jeux olympiques
La gymnastique figure au programme des Jeux olympiques depuis la première édition en 1896. Durant trente ans, seuls les hommes sont autorisés à concourir. Les premières compétitions féminines sont disputés à l'occasion des Jeux olympiques d'été de 1928. En plus de la gymnastique artistique, deux disciplines nouvelles ont été rajoutées au programme des jeux : la gymnastique rythmique et sportive en 1984 et le trampoline en 2000.

## Tableau des médailles
| Rang | Nation                     | Or | Argent | Bronze | Total |
| ---- | -------------------------- | -- | ------ | ------ | ----- |
| 1    | Union soviétique           | 72 | 67     | 45     | 184   |
| 2    | États-Unis                 | 36 | 43     | 35     | 114   |
| 3    | Japon                      | 30 | 33     | 34     | 97    |
| 4    | Chine                      | 29 | 21     | 21     | 71    |
| 5    | Roumanie                   | 25 | 20     | 28     | 73    |
| 6    | Russie                     | 22 | 20     | 22     | 64    |
| 7    | Suisse                     | 16 | 19     | 14     | 49    |
| 8    | Hongrie                    | 15 | 10     | 14     | 39    |
| 9    | Allemagne                  | 14 | 11     | 15     | 40    |
| 10   | Italie                     | 14 | 6      | 10     | 30    |
| 11   | Tchécoslovaquie            | 13 | 12     | 10     | 35    |
| 12   | Équipe unifiée             | 10 | 5      | 5      | 20    |
| 13   | Finlande                   | 8  | 5      | 12     | 25    |
| 14   | Ukraine                    | 7  | 4      | 8      | 19    |
| 15   | Allemagne de l'Est         | 6  | 13     | 17     | 36    |
| 16   | Grèce                      | 5  | 3      | 3      | 11    |
| 17   | Yougoslavie                | 5  | 2      | 4      | 11    |
| 18   | Suède                      | 5  | 2      | 1      | 8     |
| 19   | Canada                     | 4  | 3      | 2      | 9     |
| 20   | France                     | 3  | 9      | 9      | 21    |
| 21   | Grande-Bretagne            | 3  | 3      | 9      | 15    |
| 22   | Espagne                    | 3  | 2      | 2      | 7     |
| 23   | Corée du Nord              | 3  | 0      | 0      | 3     |
| 23   | Pays-Bas                   | 3  | 0      | 0      | 3     |
| 25   | Bulgarie                   | 2  | 4      | 7      | 13    |
| 26   | Biélorussie                | 1  | 4      | 6      | 11    |
| 27   | Corée du Sud               | 1  | 4      | 4      | 9     |
| 28   | Brésil                     | 1  | 2      | 1      | 4     |
| 28   | Danemark                   | 1  | 2      | 1      | 4     |
| 28   | Norvège                    | 1  | 2      | 1      | 4     |
| 31   | Pologne                    | 1  | 1      | 2      | 4     |
| 32   | Équipe unifiée d'Allemagne | 1  | 1      | 0      | 2     |
| 32   | Lettonie                   | 1  | 1      | 0      | 2     |
| 35   | Belgique                   | 0  | 1      | 1      | 2     |
| 36   | Australie                  | 0  | 1      | 0      | 1     |
| 36   | Croatie                    | 0  | 1      | 0      | 1     |
| 37   | Allemagne de l'Ouest       | 0  | 0      | 2      | 2     |
| 37   | Ouzbékistan                | 0  | 0      | 2      | 2     |